# إميل ويلر
إميل ويلر (بالألمانية: Emil Willer)‏ (مواليد 1 سبتمبر 1932) هو ملاكم ألماني، مثّل بلاده في الألعاب الأولمبية الصيفية 1960.

## روابط خارجية
- إميل ويلر على موقع IMDb (الإنجليزية)

إميل ويلر على موقع أوليمبيديا (الإنجليزية)